# 地域精神保健福祉機構
認定特定非営利活動法人 地域精神保健福祉機構（ちいきせいしんほけんふくしきこう、英語: Community Mental Health & Welfare Bonding Organization、略称: COMHBO、コンボ）とは、2007年（平成19年）に設立された、日本の精神医療サービスの利用者・患者団体である。
オーストラリア、イタリア、オランダ、イギリスでは、精神医療サービスの利用者団体が設立され、国家のメンタルヘルス政策への決定において、大きな影響を及ぼしている。現在の日本には、単一の大きな利用者団体は存在していない。経済協力開発機構は、日本は精神医療サービスの利用者の地位を擁護すべきであり、厚生労働省は彼らを政策決定に加えるべきであるとしている。
OECD報告書において、コンボはイタリアの利用者団体と提携し、国際的な協業を進めようとしていると述べられている。

## 事業内容
内閣府への報告書による。
- 出版およびウェブでの情報提供
- ACT（アクセプタンス&コミットメント・セラピー）の調査・研修
- スクールメンタルヘルスの調査・研修

## 書籍
- メンタルヘルスマガジン『こころの元気+』
- 監修『マンガでわかる！うつの人が見ている世界』（共監修:大野裕、漫画:工藤ぶち）2023年 文響社 ISBN 9784866516295